# Чемпионат России по современному пятиборью 2013
XXI Чемпионат России по современному пятиборью среди мужчин проходил в городе Москва с 19 по 24 июля 2013 года.  Соревнования прошли на базе "Северный". Медали разыгрывались в личном и командном первенстве. 
Чемпионом России 2013 года стал Павел Секретев (Ростов на Дону), он опередил в упорной борьбе чемпиона мира 2008 года Илью Фролова (Самара) и  москвича Александра Савкина.

## Чемпионат России. Мужчины.Личное первенство.
| Дисциплина        | Золото                                     | Серебро                     | Бронза                           |
| Личное первенство | Павел Секретев · Ростовская область · 5760 | Илья Фролов · Самара · 5752 | Александр Савкин · Москва · 5736 |

- Личное первенство. Итоговые результаты.

| Место | Спортсмен         | Город, Республика  | Сумма |
| 1.    | Павел Секретев    | Ростовская область | 5760  |
| 2.    | Илья Фролов       | Самарская область  | 5752  |
| 3.    | Александр Савкин  | Москва             | 5736  |
| 4.    | Алексей Лебединец | Самарская область  | 5548  |
| 5.    | Николай Яськов    | Самарская область  | 5532  |
| 6.    | Андрей Панькин    | Московская область | 5516  |

## Чемпионат России. Мужчины. Командное первенство.
- Победитель и призеры.

| Дисциплина           | Золото                                                                     | Серебро                                                             | Бронза                                                                                  |
| Командное первенство | Самарская область · Илья Фролов · Дмитрий Лукач · Валерий Овчаров · 17 748 | Москва · Александр Савкин · Максим Кузнецов · Семен Бурцев · 16 620 | Московская область · Андрей Панькин · Александр Владзиевский · Игорь Малюченко · 16 116 |

- Командное первенство. Итоговые результаты.

| Место | Команда               | Имя, Фамилия                                          | Сумма очков |
| ----- | --------------------- | ----------------------------------------------------- | ----------- |
| 1     | Самарская область     | Илья Фролов Дмитрий Лукач Валерий Овчаров             | 17 748      |
| 2     | Москва                | Александр Савкин Максим Кузнецов Семен Бурцев         | 16 620      |
| 3     | Московская область    | Андрей Панькин Александр Владзиевский Игорь Малюченко | 16 116      |
| 4     | Санкт-Петербург       |                                                       | 15 988      |
| 5     | Башкортостан          |                                                       | 14 764      |
| 6     | Нижегородская область |                                                       | 13 368      |